# Донецкий (Зимовниковский район)
Донецкий — хутор в Зимовниковском районе Ростовской области.
Входит в состав Зимовниковского сельского поселения.

## География

### Улицы
- ул. Дружбы
- ул. Малая
- ул. Южная
- пер. Восточный

## Население
| 2010 |
| ---- |
| 151  |